# بودواراکو
بودواراکو (به مجاری:  Bódvarákó) یک شهرداری در مجارستان است که در ناحیه ادلنی واقع شده‌است. بودواراکو ۹٫۲۲ کیلومتر مربع مساحت و ۱۴۶ نفر جمعیت دارد.